# Олимпийский комитет Азербайджана
Национальный олимпийский комитет Азербайджана (азерб. Azərbaycan Milli Olimpiya Komitəsi) — независимая общественная организация. Представляет Азербайджан в международном олимпийском движении. Президентом комитета является президент Азербайджана Ильхам Алиев.

## Общие сведения
Национальный олимпийский комитет Азербайджана создан 14 января 1992 года.
В ноябре 1992 года комитет стал членом Европейских олимпийских комитетов. В сентябре 1993 года признан Международным олимпийским комитетом.
Комитет имеет статус юридического лица. Комитет действует на основе Олимпийской хартии.
Основной целью комитета является развитие и защита олимпийского движения в Азербайджане.
Азербайджан впервые принял участие на Олимпийских играх в качестве независимого государства в 1996 году, и с тех пор является постоянным участником Олимпийских игр.
С 1952 по 1988 год азербайджанские атлеты соревновались на Олимпийских играх в составе команды Советского Союза.
После распада СССР Азербайджан был частью Объединённой команды на Олимпиаде 1992 года, где спортсмены из Азербайджана завоевали две золотые и одну бронзовую медаль.

Азербайджанские спортсмены с 1996 года на летних Олимпийских играх, в борьбе, стрельбе, боксе, дзюдо и тяжёлой атлетике завоевали в общей сложности двадцать шесть медалей (из них 6 золотых). На зимних Олимпийских играх спортсмены Азербайджана медалей не завоёвывали.

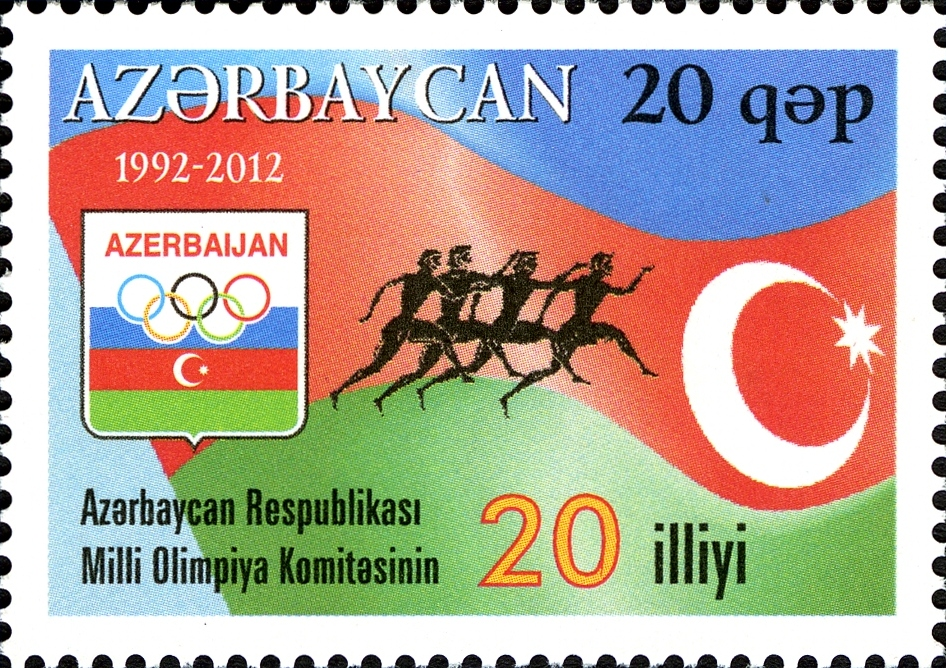
Марка Азербайджана, посвящённая 20-летию комитета

## Руководство
- Президент – Ильхам Алиев

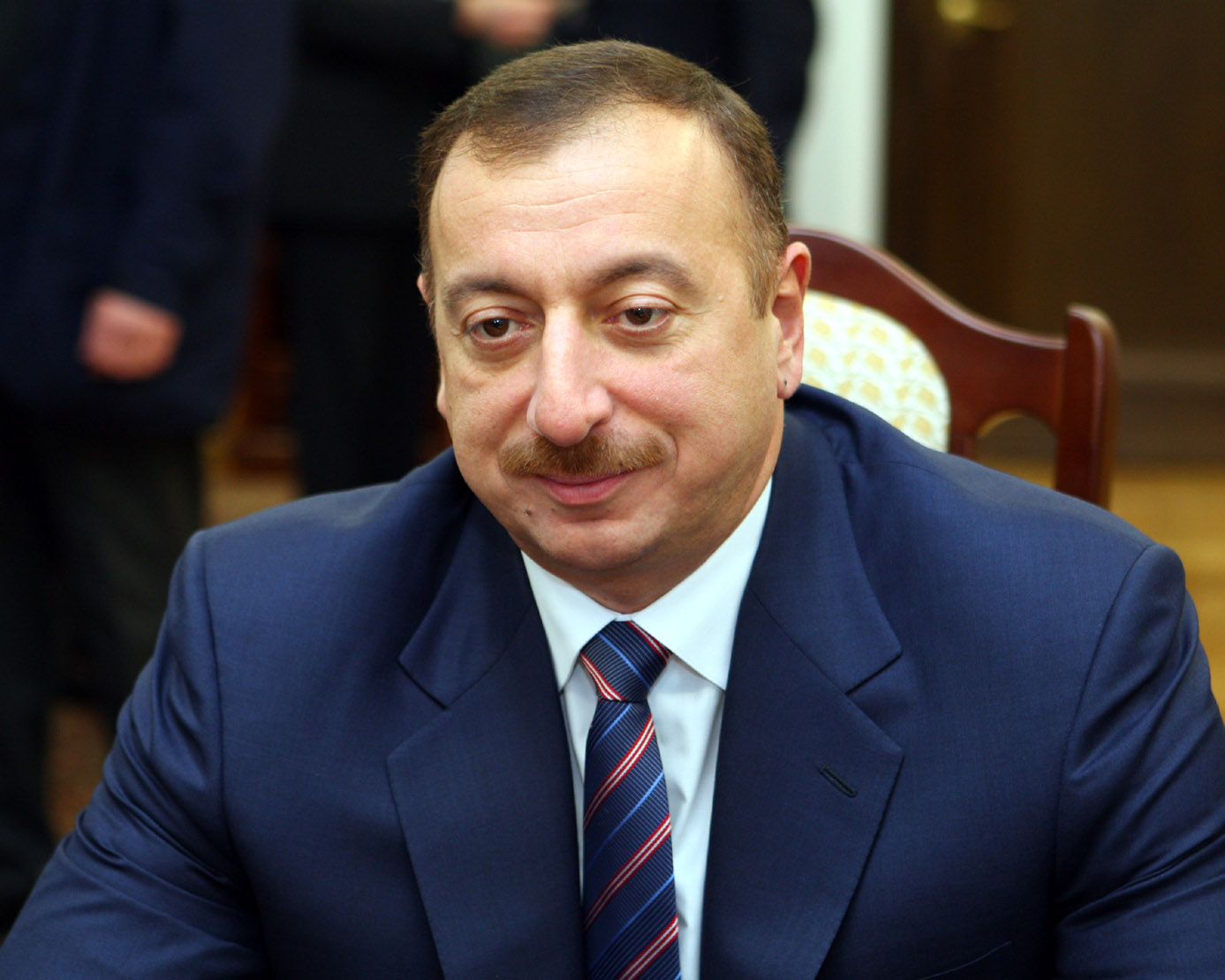
Президент АзНОК Ильхам Алиев

- Вице-президент – Чингиз Гусейнзаде
- Вице-президент – Фарид Гайыбов
- Вице-президент – Земфира Мевтахетдинова
- Генеральный секретарь – Азер Алиев

## Структура
В олимпийский комитет входят:
- Генеральная ассамблея
- Исполнительный комитет (состоит из 17 человек)
- Президент

Генеральная ассамблея является высшим органом комитета. В состав Генеральной Ассамблеи входит 113 членов. Общее собрание Генеральной ассамблеи проводится не реже, чем 1 раз в год. Решения Генеральной ассамблеи являются обязательными для членов Олимпийского комитета.
В состав Генеральной ассамблеи входят 25 спортивных федераций по олимпийским видам спорта, 18 федераций по неолимпийским видам спорта, 15 иных спортивных организаций, 7 организаций в области СМИ и прессы (в том числе AİJA, журнал «Олимпия», газета «İdman»(«Спорт»), газета «Olimpiya dünyası» («Мир спорта»), телеканал «Idman TV», телекнал «CBC Sport»), 5 государственных организаций (в том числе Министерство молодёжи и спорта Азербайджана, Государственная спортивная Академия).
В период между собраниями Генеральной ассамблеи руководство деятельностью осуществляет Исполнительный комитет.

## Деятельность
На XXVII Генеральной ассамблее Европейских олимпийских комитетов вице-президент Азербайджанского национального олимпийского комитета Чингиз Гусейнзаде был избран в состав комиссии «Подготовка к Олимпийским Играм», генеральный секретарь Агаджан Абиев — в комиссию «Техническое сотрудничество».
В 2022 году комитетом учреждён Национальный телевизионный фестиваль спортивных фильмов и программ. В рамках фестиваля спортивные федерации Азербайджана готовят фильмы об азербайджанских спортсменах. Награды вручаются в пяти номинациях. Второй фестиваль прошёл в январе 2024 года.

## Президенты
- Юрий Мамедов (январь — сентябрь 1992)
- Махяддин Аллахвердиев (сентябрь 1992 — июль 1997)
- Ильхам Алиев (с 31 июля 1997)